# Sphagesaurus
Sphagesaurus es un género extinto de crocodilomorfo notosuquio de la familia de los esfagesáuridos del Cretácico Superior de Brasil.

## Especies y descubrimiento
La especie tipo S. huenei, fue descubierta en 1950 por Price, siendo nombrados tanto el género como la especie de dos dientes aislados. Más recientemente un cráneo casi completo de S. huenei fue descubierto y descrito, ayudando a dilucidar las relaciones evolutivas de Sphagesaurus con otros notosuquios. Una segunda especie, S. montealtensis ha sido también descrita de finales del Cretácico de Brasil.